# Виево
Виево (болг. Виево) — село в Болгарии. Находится в Смолянской области, входит в общину Смолян. Население составляет 428 человек. Село расположено на реке Малка-Арда, в 27 км к северо-востоку от города Смолян.
До 1981 года в селе была мечеть с медресе, 26 ноября 2009 года в Курбан-байрам мечеть в селе была возрождена.

## Политическая ситуация
В местном кметстве Виево, должность кмета (старосты) исполняет Венко Славчев Палчев (Болгарская социалистическая партия (БСП)) по результатам выборов правления кметства в 2011 году и в 2007 году.